# Miss Paraguay 2007
Miss Paraguay 2007 se celebró en Asunción, Paraguay, el 17 de marzo del 2007. La ganadora del certamen fue María José Maldonado. En el mismo concurso se eligió a la Miss Mundo Paraguay 2007, saliendo vencedora María de la Paz Vargas, así también Daiana Ferreira fue coronada como Miss Internacional Paraguay 2007. 
El concurso fue transmitido en vivo por Telefuturo desde el Teatro Municipal Ignacio A. Pane.

## Resultado
| Título/Puesto                        | Participante           |
| ------------------------------------ | ---------------------- |
| Miss Universo Paraguay               | María José Maldonado   |
| Miss Mundo Paraguay                  | María de la Paz Vargas |
| Miss Internacional Paraguay          | Daiana Ferreira        |
| Miss Tierra Paraguay                 | Alexandra Fretes       |
| Miss Continente Americano Paraguay   | Liliana Santa Cruz     |
| Miss Bikini International Paraguay   | Nadia Servian          |
| Miss Top Model of the World Paraguay | Daysi Lezcano          |

## Delegadas
| - Analía Marecos - Patricia Villanueva - Carolina Noguera - María José Maldonado Gómez - Daiana Natalia Ferreira Acosta - Rossana Mendoza - Laura Vera - María de la Paz Vargas Morínigo - Viviana Figueredo | - Yerutí García - Andrea Álvarez - Alana Calvo - Florencia Garcete - Nicole Fragnaud - Jessica Argüello - María José Morínigo - Dahiana Diarte Núñez |

## Jurado
El jurado de la noche de coronación estuvo integrado por las siguientes personas:
- Liz Cramer, ministra de Turismo
- Miguel Martín, representante de la compañía Aerosur
- Yanina González, Miss Universo Paraguay 2004
- Evanhy de Gallegos, intendente de la ciudad de Asunción
- Rodrigo Jacks, ingeniero agrónomo y propietario de las tiendas Pombero
- Tacho Rojas, cirujano plástico
- Sannie López Garelli, conductora de TV y corresponsal de CNN.